# 小原健
小原 健（おはら けん、1977年4月26日 - ）は、日本・アメリカ合衆国・ニュージーランドで活動するゲーム・映画・テレビドラマの監督・アクション監督・シネマティックディレクター・プリビズ監督・演出家・編集技師・バーチャルカメラ撮影監督。神奈川県横浜市出身。映画俳優組合SAG・米国テレビラジオ芸能人連盟AFTRAに加盟。横浜市立市ケ尾中学校、日本体育大学荏原高等学校、ロサンゼルス・シティー・カレッジ映画科卒。

## 人物
20歳の時、兄の小原剛（芸者VS忍者、ゴスロリ処刑人の監督）と共に自主制作で多くの短編アクション映画を撮り始める。その後「OHARA BROS.」として、斬新な手法と香港映画スタイルのワイヤーアクションを組み込み、低予算ながらもハイクオリティな映像を製作。
そして更なる追求のため2000年に本場ハリウッドへ。2002年にロサンゼルス市立カレッジLACCの映画科を卒業。同年北米でPlayStation 2用ゲーム『Rise to Honor』で世界的アクションスターのジェット・リー本人のインタビューを含めたドキュメンタリー映像の監督・編集を担当。その後、 株式会社ジャストコーズプロダクションのメンバーとなり、ゲーム、映画、テレビドラマ、ミュージックビデオ、CM、アニメ等様々なプロジェクトのアクション監督、演出家、バーチャルカメラ撮影監督、編集を担当。更にはスタントマンやワイヤーアクションコーディネーター、俳優（映画俳優組合SAG・米国テレビラジオ芸能人連盟AFTRAに加盟）としても活動中。
2006年には『KAMEN RIDER DRAGON KNIGHT』（2009年放送）のアクション監督に任命される。翌年に『バイオハザード5』ではシネマティックムービー（カットシーン）のアクション監督・編集を担当。2009年では『パワーレンジャー・RPM』（2009年放送）のアクション監督を担当。
2012年には全世界で710万本以上の売り上げを記録した『バイオハザード6』ではシネマティックディレクター（カットシーン監督）を担当。2013年には全アクションシーンの監督を担当したハリウッド長編映画『Black Cobra』が映画配給会社ライオンズゲートからリリース。その後多数のハリウッド映画やテレビドラマのアクションデザイン、そしてモーションキャプチャー案件のアクション監督をこなし、2014年に日本へ帰国。
プロモーションビデオ「SUBARU VIZIV2」ではプリビズ監督を担当、バーチャルカメラの力を100％稼働させVFX業界へ新たな方向性を生み出す事へ成功。AUTODESK主催のウェビナーやAUJといった舞台でプリプロ段階での絵作り（レイアウト）の重要性を発信させる。その後数多くの日本作品へ携わり、2015年には映画『シン・ゴジラ』ではプリヴィズ班として ゴジラ登場シーンのバーチャルカメラスーパーバイザー（バーチャルカメラ撮影監督）として任命される。
監督作品『Carpe Diem カルペディエム』はAmazon Prime Video（アマゾン プライム ビデオ）、『Last Stage ラストステージ』はシネマディスカバリーズにて公開中。

## 作品

### ゲーム
- Granblue Fantasy: Relink 日本 2024 シネマティック監督
- ファイナルファンタジーXVI 日本 2023 シネマティック監督
- バイオハザード RE:2 日本 2019 シネマティック監督
- バトルフィールド4 米国 2013 スタントコーディネーター
- KNACK 米国 2013 アディショナル・シネマティック監督
- DARK SOULS II 米国 2012 モーションキャプチャー監督
- バイオハザード6 日本 2012 ムービーシーン・シネマティック監督
- Dragon's Dogma 米国 2012 スタントコーディネーター
- NINJA GAIDEN 3 米国 2012 ムービーシーン・アクション監督
- ソウルキャリバーV 日本 2011 バーチャルカメラ監督
- 真・三國無双 MULTI RAID 2 日本 2010 オープニング・アクション監督
- ロスト プラネット 2 米国 2010 ムービーシーン・共同監督
- バイオハザード5 米国 2009 ムービーシーン・2ndユニット監督/アクション監督[1]
- デビルメイクライ4 日本 2008 アソシエイトプロデューサー
- DISASTER DAY OF CRISIS 日本 2008 アクションコーディネーター
- デッドライジング 日本 2006 アソシエイトプロデューサー
- 悪魔城ドラキュラ 闇の呪印 日本 2005 アソシエイトプロデューサー
- バイオハザード アウトブレイク FILE2 日本 2004 フォトグラファー: Ending Epilogue, Los Angeles
- デビルメイクライ3 日本 2003 アソシエイトプロデューサー

### オリジナルビデオ
- MILLENNIUM PARADE「KIZAO feat. Rauw Alejandro, Tainy」日本 2024 アクション監督
- 東海オンエア『シックスサムライ』日本 2022 編集・VFXディレクター
- EXILE TRIBE LIVE TOUR 2021 "RISING SUN TO THE WORLD" 日本 2021 プリビズ・VFXディレクター
- 360°VRホラー「おうちに行こう」 日本 2020 プリビズ監督
- エヴァンゲリオン・ザ・リアル 4-D 日本 2015 アクション監督
- フォール・アウト・ボーイ ミュージックビデオ『A Little Less Sixteen...』 米国 2006 ユティリティースタント
- Practical Chinese Combat Systems 全3話 米国 2005 アクション監督
- 鉄腕アトム Astro Boy (2003 TV series) 米国 2004 ドキュメンタリー監督/編集
- ジェット・リー: Rise to Honor 米国 2003 ドキュメンタリー監督補佐/編集/カメラ

### コマーシャル・プロモーションビデオ
- 新田真剣佑 ハリウッド映画初主演！アクション大作『Knights of the Zodiac』メイキング映像初解禁！ 米国 2022 監督
- ソニックAT 東京2020オリンピック™　スペシャルPV 日本 2020 監督
- The new Porsche Cayenne Coupé - For the cause, For the future 日本 2020 監督
- 逆転オセロニア コンセプトムービー 日本 2018 プリビズ監督
- ラーク トロピカル アイス メンソール：トロピカルチャレンジVR 日本 2016 監督
- モンスターストライク2周年記念PV まだ見ぬ世界へ篇 日本 2015 監督[1]
- バイオハザード リベレーションズ2 日本 2014 コンセプトディザー 監督
- AC Milan vs. Super Car by TOYO TIRES 日本 2014 CM プリビズ監督
- SUBARU VIZIV2 CONCEPT “The Ice Ride” 日本 2014 ジュネーブ国際モーターショウPV プリビズ監督
- ウェアラブルカメラ A100「日常はアドベンチャーだ！！」 日本 2013 プロモーションVTR 監督
- バイオハザード6 北米 2013 Gamescon シネマティックトレーラー監督
- コードギアス 反逆のルルーシュ米国 2008 北米版トレイラー編集
- 攻殻機動隊 STAND ALONE COMPLEX Solid State Society 米国 2007 北米版トレイラー編集

### ドラマ
- Netflix映画 新幹線大爆破 (2025年の映画) 日本 2025 プリビズ監督
- Netflixオリジナルドラマ 幽☆遊☆白書 日本 2023 プリビズ監督
- Netflixオリジナルドラマ First Love 初恋 日本 2022 プリビズ監督
- Netflixオリジナルドラマ 全裸監督 シーズン２ 日本 2021 プリビズ監督
- いだてん〜東京オリムピック噺〜 日本 2019 プリビズスーパーバイザー
- とび蹴りアチョ～ズ（とびげりアチョ～ズ、原題：Kickin' It） 米国 2010 アクションコーディネーター/ユティリティースタント
- ウェイバリー通りのウィザードたち 米国 2010 ユティリティースタント
- パワーレンジャー・RPM 米国 2009 2ndユニット監督/アクション監督[1]
- KAMEN RIDER DRAGON KNIGHT 1話～4話 米国 2008 2ndユニット監督/アクション監督[1]
- Jesse James:Legend, Outlaw, Terrorist 米国 2005 ワイヤー アクション コーディネーター

### 映画
- キングダム 大将軍の帰還 日本 2024 プリビズ監督
- ゴールデンカムイ 日本 2024 CGディレクター
- シン・仮面ライダー 日本 2023 CGディレクター
- キングダム2 遥かなる大地へ 日本 2022 プリビズ監督
- Setagaya Game セタガヤゲーム 2022 監督
- ザ・ファブル 殺さない殺し屋 日本 2020 プリビズ監督
- るろうに剣心 (実写映画) 最終章 The Final/The Beginning 日本 2020 プリビズ監督
- ザ・ファブル 日本 2019 プリビズ監督
- ナイトクルージング SF短編映画ゴーストビジョン 日本 2019 プリビズ監督/出演
- Carpe Diem カルペディエム 2018 監督
- バイオハザード: ヴェンデッタ 日本 2017 プリビズ監督
- Last Stage ラストステージ 2017 監督
- シン・ゴジラ 日本 2016 プリビズ バーチャルカメラスーパーバイザー
- Black Cobra 米国 2012 2ndユニット監督/アクション監督
- FORGES 韓国 2009 アクション監督/2ndユニットアクション撮影監督
- アバター (2009年の映画) 米国 2009 モーションキャプチャーアクター：ナビィ族
- Baby 米国 2008 スタント
- AVA エイリアン VS. エイリアン インベージョン 米国 2007 2ndユニットアクション撮影監督
- Assassin 米国 2008 スタント
- Devil's Den 米国 2006 主演/アクション コーディネーター
- Goldfish 米国 2006 編集/プロダクション コーディネーター/出演
- American Fusion 米国 2005 ワイヤー アクション コーディネーター
- The Tao of Pong 米国 2005 アクション監督
- サバイバル自衛隊 SO SOLDIER 日本 2003 アクション監督補佐

## 受賞歴
映画監督作品
- 『Setagaya Game セタガヤゲーム』
  - 北米最大の日本映画祭『第16回JAPAN CUTS～ジャパン・カッツ～2023』ショート部門
    - インターナショナルプレミア
- 『Carpe Diem カルペディエム』
  - 第14回 山形国際ムービーフェスティバル 2018（YMF 2018）
    - 船越英一郎賞(最優秀俳優賞)
    - 村川透監督賞
    - 日本テクトホールディングス賞

  - Tokyo Lift-Off映画祭2019
    - オフィシャルセレクション入賞

  - Lift-Off Sessions2019
    - オフィシャルセレクション入賞

  - 第五回湖畔の映画祭2019
    - スペシャルセレクション部門入選

  - 那須ショートフィルムフェスティバル2019
    - 入選

  - 第二回相生なぎさ映画祭2019
    - 入選

  - 第21回ハンブルク日本映画祭 2020
    - 入選
- 『Last Stage ラストステージ』
  - 2017年おもいがわ映画祭ショートムービーコンペティション
    - 最優秀作品賞

  - 「第13回 山形国際ムービーフェスティバル 2017（YMF 2017）
    - 入選

  - LIFT-OFF GLOBAL NETWORK : FIRST-TIME FILMMAKER SESSIONS 2019
    - オフィシャルセレクション